# Bir Guenduz
Bir Guenduz (en àrab بئر كندوز, Biʾr Gandūz; en amazic ⴱⵉⵔ ⴳⴰⵏⴷⵓⵣ) és una vila i comuna rural a l'extrem sud del Sàhara Occidental, sota control marroquí, que l'ha integrat a la província d'Auserd de la regió de Dakhla-Oued Ed-Dahab. Segons el cens de 2014 tenia una població total de 4.625 persones
És un lloc fronterer amb Mauritània a una altitud de 126 m i una població de menys de 50 habitants. Als camps de refugiats de Tindouf, a Algèria, és una daira de la wilaya d'Auserd a la RASD.

## Agermanaments
- Albacete
- Atarfe
- Torrejón de Ardoz
- Olesa de Montserrat[2]